# Temporada 2011 de GP2 Series
La temporada 2011 de GP2 Series es la séptima de esta competición. Después de un ciclo de 3 años, en esta temporada se introduce un nuevo chasis, el Dallara GP2/11 fabricado por el constructor italiano Dallara. El subministrador del campeonato pasa de Bridgestone a Pirelli para 2011–13, usando los mismos neumáticos que la Fórmula 1. Esta temporada también vería a dos nuevas escuderías, Carlin y Team Air Asia. El 27 de agosto del 2011 Romain Grosjean se convierte en matemáticamente campeón de la GP2 2011 a falta de 3 carreras puntuables por disputarse, con un tercer puesto en la carrera de Bélgica (Spa). Barwa Addax se corona campeona de escuderías.

## Escuderías y pilotos
Nota: Como todos los equipos usan los chasis Dallara GP2/11 con el motor Mecachrome V8 de Renault y neumáticos Pirelli, no se especifican los datos de los vehículos.
| Escudería               | N.º | Piloto              | Rondas   |                        | Pilotos Final de GP2 |
| ----------------------- | --- | ------------------- | -------- | ---------------------- | -------------------- |
| Rapax                   | 1   | Fabio Leimer        | Todas    | Dani Clos              |                      |
| Rapax                   | 2   | Julián Leal         | Todas    | Mihai Marinescu        |                      |
| Barwa Addax Team        | 3   | Charles Pic         | Todas    | Jake Rosenzweig        |                      |
| Barwa Addax Team        | 4   | Giedo van der Garde | Todas    | Jolyon Palmer          |                      |
| Lotus ART               | 5   | Jules Bianchi       | Todas    | James Calado           |                      |
| Lotus ART               | 6   | Esteban Gutiérrez   | Todas    | Esteban Gutiérrez      |                      |
| Racing Engineering      | 7   | Dani Clos           | Todas    | Fabio Leimer           |                      |
| Racing Engineering      | 8   | Christian Vietoris  | 1, 4–9   | Nathanaël Berthon      |                      |
| Racing Engineering      | 8   | Álvaro Parente      | 2–3      | Nathanaël Berthon      |                      |
| iSport International    | 9   | Sam Bird            | Todas    | Tom Dillmann           |                      |
| iSport International    | 10  | Marcus Ericsson     | Todas    | Marcus Ericsson        |                      |
| DAMS                    | 11  | Romain Grosjean     | Todas    | Rio Haryanto           |                      |
| DAMS                    | 12  | Pål Varhaug         | Todas    | Nigel Melker           |                      |
| Arden International     | 14  | Josef Král          | Todas    | Josef Král             |                      |
| Arden International     | 15  | Jolyon Palmer       | Todas    | Simon Trummer          |                      |
| Super Nova Racing       | 16  | Fairuz Fauzy        | Todas    | Giacomo Ricci          |                      |
| Super Nova Racing       | 17  | Luca Filippi        | 1–5      | Fabio Onidi            |                      |
| Super Nova Racing       | 17  | Adam Carroll        | 6–9      | Fabio Onidi            |                      |
| Scuderia Coloni         | 18  | Michael Herck       | Todas    | Kevin Ceccon           |                      |
| Scuderia Coloni         | 19  | Davide Rigon        | 1        | Stefano Coletti        |                      |
| Scuderia Coloni         | 19  | Kevin Ceccon        | 2–5      | Stefano Coletti        |                      |
| Scuderia Coloni         | 19  | Luca Filippi        | 6–9      | Stefano Coletti        |                      |
| Trident Racing          | 20  | Rodolfo González    | Todas    | Julián Leal            |                      |
| Trident Racing          | 21  | Stefano Coletti     | 1–8      | Stéphane Richelmi      |                      |
| Trident Racing          | 21  | Stéphane Richelmi   | 9        | Stéphane Richelmi      |                      |
| Ocean Racing Technology | 22  | Kevin Mirocha       | 1–7      | Nicolas Marroc         |                      |
| Ocean Racing Technology | 22  | Brendon Hartley     | 8–9      | Nicolas Marroc         |                      |
| Ocean Racing Technology | 23  | Johnny Cecotto, Jr. | Todas    | António Félix da Costa |                      |
| Carlin                  | 24  | Max Chilton         | Todas    | Max Chilton            |                      |
| Carlin                  | 25  | Mikhail Aleshin     | 1–2, 7–8 | Jan Charouz            |                      |
| Carlin                  | 25  | Oliver Turvey       | 3        | Jan Charouz            |                      |
| Carlin                  | 25  | Álvaro Parente      | 4–6, 9   | Jan Charouz            |                      |
| Caterham Team AirAsia   | 26  | Luiz Razia          | Todas    | Alexander Rossi        |                      |
| Caterham Team AirAsia   | 27  | Davide Valsecchi    | Todas    | Luiz Razia             |                      |

### Incidencias durante la temporada
Turquía
- Mikhail Aleshin sufre un accidente en las sesión de clasificación, lesionándose la mano izquierda lo que le impide disputar las dos carreras del evento.[26]
- Davide Rigon sufre un accidente en la carrera del domingo, causándole múltiples fracturas de la tibia y el peroné lo que le causara la pérdida de gran parte de la temporada.[27]

 España
- Kevin Ceccon sustituye a Davide Rigon después de su accidente en la ronda de Turquía.
- Álvaro Parente vuelve a la GP2 para suplir la plaza de Christian Vietoris en España.

 Mónaco
- Oliver Turvey participa en esta ronda con el equipo Carlin, en sustitución del ruso Mikhail Aleshin.

Europa
- Christian Vietoris regresa al equipo Racing Engineering, desplazando a Álvaro Parente. Así mismo, el portugués toma la plaza de Oliver Turvey en Carlin.
- El Team AirAsia, pasa a llamarse Caterham Team AirAsia a partir de esta ronda, después de la adquisición de la marca británica por parte de Tony Fernandes.

 Alemania
- Luca Filippi abandona Super Nova Racing para suplantar la vacante dejada por Kevin Ceccon en el equipo Coloni, ya que Ceccon se centrará exclusivamente en la Auto GP.
- El experimentado Adam Carroll regresa a la GP2 tras tres años de ausencia para ocupar la plaza de Filippi en Super Nova.

 Hungría
- Mikhail Aleshin regresa al equipo Carlin tras cuatro rondas de ausencia, en sustitución de Álvaro Parente

## Calendario
El calendario oficial fue anunciado el 21 de diciembre del 2010.
El 12 de julio, se anunció que una ronda que no otorgaría puntos para el campeonato, se disputaría en Abu Dhabi bajo el nombre La Final de GP2.
| Rondas | Rondas | Circuito                                     | País        | Fecha            |
| ------ | ------ | -------------------------------------------- | ----------- | ---------------- |
| 1      | L      | Circuito de Estambul, Estambul               | Turquía     | 7 de mayo        |
| 1      | C      | Circuito de Estambul, Estambul               | Turquía     | 8 de mayo        |
| 2      | L      | Circuito de Barcelona-Cataluña, Montmeló     | España      | 21 de mayo       |
| 2      | C      | Circuito de Barcelona-Cataluña, Montmeló     | España      | 22 de mayo       |
| 3      | L      | Circuito de Mónaco, Montecarlo               | Mónaco      | 27 de mayo       |
| 3      | C      | Circuito de Mónaco, Montecarlo               | Mónaco      | 28 de mayo       |
| 4      | L      | Circuito urbano de Valencia, Valencia        | España      | 25 de junio      |
| 4      | C      | Circuito urbano de Valencia, Valencia        | España      | 26 de junio      |
| 5      | L      | Circuito de Silverstone, Silverstone         | Reino Unido | 9 de julio       |
| 5      | C      | Circuito de Silverstone, Silverstone         | Reino Unido | 10 de julio      |
| 6      | L      | Nürburgring, Nürburg                         | Alemania    | 23 de julio      |
| 6      | C      | Nürburgring, Nürburg                         | Alemania    | 24 de julio      |
| 7      | L      | Hungaroring, Budapest                        | Hungría     | 30 de julio      |
| 7      | C      | Hungaroring, Budapest                        | Hungría     | 31 de julio      |
| 8      | L      | Circuito de Spa-Francorchamps, Francorchamps | Bélgica     | 27 de agosto     |
| 8      | C      | Circuito de Spa-Francorchamps, Francorchamps | Bélgica     | 28 de agosto     |
| 9      | L      | Autodromo Nazionale di Monza, Monza          | Italia      | 10 de septiembre |
| 9      | C      | Autodromo Nazionale di Monza, Monza          | Italia      | 11 de septiembre |

## Resultados

### Pretemporada
| Modalidad             | Circuito                       | Fecha               | Periodo | Mejor clasificado  | Escudería            | Tiempo   |
| --------------------- | ------------------------------ | ------------------- | ------- | ------------------ | -------------------- | -------- |
| Entrenamientos Libres | Silverstone                    | 5 de abril de 2011  | Mañana  | Jules Bianchi      | Lotus ART            | 1:55.769 |
| Entrenamientos Libres | Silverstone                    | 5 de abril de 2011  | Tarde   | Romain Grosjean    | DAMS                 | 1:40.725 |
| Entrenamientos Libres | Silverstone                    | 6 de abril de 2011  | Mañana  | Christian Vietoris | Racing Engineering   | 1:40.218 |
| Entrenamientos Libres | Silverstone                    | 6 de abril de 2011  | Tarde   | Marcus Ericsson    | iSport International | 1:40.154 |
| Entrenamientos Libres | Circuito de Barcelona-Cataluña | 19 de abril de 2011 | Mañana  | Charles Pic        | Barwa Addax Team     | 1:29.875 |
| Entrenamientos Libres | Circuito de Barcelona-Cataluña | 19 de abril de 2011 | Tarde   | Davide Valsecchi   | Team AirAsia         | 1:29.718 |
| Entrenamientos Libres | Circuito de Barcelona-Cataluña | 20 de abril de 2011 | Mañana  | Michael Herck      | Scuderia Coloni      | 1:29.608 |
| Entrenamientos Libres | Circuito de Barcelona-Cataluña | 20 de abril de 2011 | Tarde   | Davide Valsecchi   | Team AirAsia         | 1:30.316 |

### Postemporada
| Test | Circuito | Fecha                 | Tanda  | Mejor clasificado | Escudería            | Tiempo   |
| ---- | -------- | --------------------- | ------ | ----------------- | -------------------- | -------- |
| 1º   | Jerez    | 5 de octubre de 2011  | Mañana | Fabio Leimer      | Racing Engineering   | 1:27.282 |
| 1º   | Jerez    | 5 de octubre de 2011  | Tarde  | Fabio Leimer      | Racing Engineering   | 1:27.777 |
| 1º   | Jerez    | 6 de octubre de 2011  | Mañana | Fabio Leimer      | Racing Engineering   | 1:26.701 |
| 1º   | Jerez    | 6 de octubre de 2011  | Tarde  | Jules Bianchi     | Lotus ART            | 1:27.651 |
| 2º   | Montmeló | 19 de octubre de 2011 | Mañana | Marcus Ericsson   | iSport International | 1:29.705 |
| 2º   | Montmeló | 19 de octubre de 2011 | Tarde  | Tom Dillmann      | iSport International | 1:30.210 |
| 2º   | Montmeló | 20 de octubre de 2011 | Mañana | Fabio Leimer      | Racing Engineering   | 1:29.324 |
| 2º   | Montmeló | 20 de octubre de 2011 | Tarde  | Stefano Coletti   | Scuderia Coloni      | 1:30.607 |

### Temporada
| Ronda | Ronda | Ronda             | Pole Position       | Vuelta rápida       | Piloto ganador     | Escudería ganadora | Resultados |
| ----- | ----- | ----------------- | ------------------- | ------------------- | ------------------ | ------------------ | ---------- |
| 1     | L     | Estambul          | Romain Grosjean     | Sam Bird            | Romain Grosjean    | DAMS               | Resultados |
| 1     | C     | Estambul          |                     | Romain Grosjean     | Stefano Coletti    | Trident Racing     | Resultados |
| 2     | L     | Barcelona         | Giedo van der Garde | Giedo van der Garde | Charles Pic        | Barwa Addax Team   | Resultados |
| 2     | C     | Barcelona         |                     | Fabio Leimer        | Fabio Leimer       | Rapax              | Resultados |
| 3     | L     | Montecarlo        | Sam Bird            | Davide Valsecchi    | Davide Valsecchi   | Team AirAsia       | Resultados |
| 3     | C     | Montecarlo        |                     | Romain Grosjean     | Charles Pic        | Barwa Addax Team   | Resultados |
| 4     | L     | Valencia          | Charles Pic         | Romain Grosjean     | Romain Grosjean    | DAMS               | Resultados |
| 4     | C     | Valencia          |                     | Esteban Gutiérrez   | Esteban Gutiérrez  | Lotus ART          | Resultados |
| 5     | L     | Silverstone       | Jules Bianchi       | Romain Grosjean     | Jules Bianchi      | Lotus ART          | Resultados |
| 5     | C     | Silverstone       |                     | Romain Grosjean     | Romain Grosjean    | DAMS               | Resultados |
| 6     | L     | Nürburgring       | Charles Pic         | Luca Filippi        | Luca Filippi       | Scuderia Coloni    | Resultados |
| 6     | C     | Nürburgring       |                     | Christian Vietoris  | Romain Grosjean    | DAMS               | Resultados |
| 7     | L     | Budapest          | Luiz Razia          | Luca Filippi        | Romain Grosjean    | DAMS               | Resultados |
| 7     | C     | Budapest          |                     | Romain Grosjean     | Stefano Coletti    | Trident Racing     | Resultados |
| 8     | L     | Spa-Francorchamps | Christian Vietoris  | Christian Vietoris  | Christian Vietoris | Racing Engineering | Resultados |
| 8     | C     | Spa-Francorchamps |                     | Luca Filippi        | Luca Filippi       | Scuderia Coloni    | Resultados |
| 9     | L     | Monza             | Charles Pic         | Luca Filippi        | Luca Filippi       | Scuderia Coloni    | Resultados |
| 9     | C     | Monza             |                     | Luca Filippi        | Christian Vietoris | Racing Engineering | Resultados |
| NC    | L     | Yas Marina        | Fabio Leimer        | Fabio Leimer        | Fabio Leimer       | Racing Engineering | Resultados |
| NC    | C     | Yas Marina        |                     | Luiz Razia          | James Calado       | Lotus ART          | Resultados |

### La Final de GP2
| Circuito Yas Marina, Abu Dhabi 12 y 13 de noviembre | Circuito Yas Marina, Abu Dhabi 12 y 13 de noviembre | Circuito Yas Marina, Abu Dhabi 12 y 13 de noviembre |
| Pole sábado: Fabio Leimer                           | Pole sábado: Fabio Leimer                           | Pole sábado: Fabio Leimer                           |
| Pos                                                 | Carrera 1                                           | Carrera 2                                           |
| --------------------------------------------------- | --------------------------------------------------- | --------------------------------------------------- |
| 1º                                                  | Fabio Leimer                                        | James Calado                                        |
| 2º                                                  | Luiz Razia                                          | Marcus Ericsson                                     |
| 3º                                                  | Jolyon Palmer                                       | Tom Dillmann                                        |
| 4º                                                  | Marcus Ericsson                                     | Jolyon Palmer                                       |
| 5º                                                  | Kevin Ceccon                                        | Esteban Gutiérrez                                   |
| 6º                                                  | Tom Dillmann                                        | Kevin Ceccon                                        |
| 7º                                                  | António Félix da Costa                              | Alexander Rossi                                     |
| 8º                                                  | James Calado                                        | Luiz Razia                                          |
| VR                                                  | Fabio Leimer                                        | Luiz Razia                                          |

| Circuito Yas Marina, Abu Dhabi 12 y 13 de noviembre | Circuito Yas Marina, Abu Dhabi 12 y 13 de noviembre | Circuito Yas Marina, Abu Dhabi 12 y 13 de noviembre | Circuito Yas Marina, Abu Dhabi 12 y 13 de noviembre | Circuito Yas Marina, Abu Dhabi 12 y 13 de noviembre |
| Clasificación                                       | Clasificación                                       | Clasificación                                       | Clasificación                                       | Clasificación                                       |
| Pos                                                 | Piloto                                              | C1                                                  | C2                                                  | Pts                                                 |
| --------------------------------------------------- | --------------------------------------------------- | --------------------------------------------------- | --------------------------------------------------- | --------------------------------------------------- |
| 1º                                                  | Fabio Leimer                                        | 1                                                   | 10                                                  | 13                                                  |
| 2º                                                  | Marcus Ericsson                                     | 4                                                   | 2                                                   | 10                                                  |
| 3º                                                  | Luiz Razia                                          | 2                                                   | 8                                                   | 9                                                   |
| 4º                                                  | Jolyon Palmer                                       | 3                                                   | 4                                                   | 9                                                   |
| 5º                                                  | James Calado                                        | 8                                                   | 1                                                   | 7                                                   |
| 6º                                                  | Tom Dillmann                                        | 6                                                   | 3                                                   | 7                                                   |
| 7º                                                  | Kevin Ceccon                                        | 5                                                   | 6                                                   | 5                                                   |
| 8º                                                  | Esteban Gutiérrez                                   | 21                                                  | 5                                                   | 2                                                   |
| 9º                                                  | António Félix da Costa                              | 7                                                   | 13                                                  | 2                                                   |

## Clasificaciones

### Campeonato de Pilotos
| Pos. | Piloto              | EST | EST | BAR | BAR | MON | MON | VAL | VAL | SIL | SIL | NÜR | NÜR | BUD | BUD | SPA | SPA | MNZ | MNZ | Puntos |
| ---- | ------------------- | --- | --- | --- | --- | --- | --- | --- | --- | --- | --- | --- | --- | --- | --- | --- | --- | --- | --- | ------ |
| 1    | Romain Grosjean     | 1   | 10  | DSQ | 9   | 4   | 3   | 1   | Ret | 4   | 1   | 3   | 1   | 1   | 3   | 3   | 4   | 3   | 21  | 89     |
| 2    | Luca Filippi        | Ret | 14  | Ret | Ret | 3   | 4   | Ret | 15  | 13  | 12  | 1   | 3   | 6   | Ret | 4   | 1   | 1   | 5   | 54     |
| 3    | Jules Bianchi       | 3   | 7   | 7   | Ret | Ret | 19  | Ret | 7   | 1   | 5   | 4   | 2   | 7   | 6   | 2   | 2   | 8   | 3   | 53     |
| 4    | Charles Pic         | 7   | 4   | 1   | 19  | 8   | 1   | Ret | Ret | 11  | 10  | 2   | DSQ | 2   | 13  | Ret | 19  | 2   | Ret | 52     |
| 5    | Giedo van der Garde | 4   | 2   | 2   | Ret | Ret | 9   | 2   | 3   | 8   | 3   | 6   | Ret | 4   | 4   | Ret | 20  | 21  | 13  | 49     |
| 6    | Sam Bird            | 2   | 3   | 3   | 5   | Ret | 13  | 5   | 12  | 5   | 6   | 8   | 7   | 17  | 5   | 12  | 5   | 4   | 4   | 45     |
| 7    | Christian Vietoris  | 11  | Ret |     |     |     |     | Ret | 13  | 2   | 7   | Ret | 4   | 8   | 10  | 1   | 13  | 6   | 1   | 35     |
| 8    | Davide Valsecchi    | 16  | 16  | 4   | 4   | 1   | 5   | 3   | 4   | 14  | 17  | 13  | Ret | 16  | 14  | 10  | 10  | 20  | Ret | 30     |
| 9    | Dani Clos           | 8   | 15  | 6   | 2   | Ret | 18  | 4   | 5   | 6   | 2   | 7   | Ret | 10  | Ret | 6   | 6   | 13  | 7   | 30     |
| 10   | Marcus Ericsson     | 9   | 8   | 5   | 3   | Ret | Ret | Ret | 11  | 3   | 4   | 5   | 16† | 5   | 16  | Ret | 12  | 14  | 8   | 25     |
| 11   | Stefano Coletti     | 5   | 1   | 10  | 20† | 5   | Ret | 17  | 19† | 7   | 22  | Ret | Ret | 21  | 1   | Ret | DNS |     |     | 22     |
| 12   | Luiz Razia          | 6   | 18  | Ret | Ret | Ret | 20  | 6   | 2   | 17  | 14  | Ret | 14  | 3   | 7   | Ret | Ret | 10  | 9   | 19     |
| 13   | Esteban Gutiérrez   | Ret | 11  | Ret | 12  | 12  | DNS | 7   | 1   | 10  | 8   | 12  | Ret | Ret | 2   | 14  | 7   | 9   | 6   | 15     |
| 14   | Fabio Leimer        | Ret | 20  | 8   | 1   | 9   | 7   | Ret | 14  | 15  | 11  | DSQ | 8   | 11  | 11  | Ret | Ret | 7   | 2   | 15     |
| 15   | Josef Král          | 13  | 6   | 9   | 21† | 6   | 2   | 8   | Ret | 23  | 20  | 18  | 11  | 9   | 17  | 8   | 3   | Ret | 17  | 15     |
| 16   | Álvaro Parente      |     |     | 11  | 7   | 2   | 16  | Ret | 18  | 9   | 9   | 20† | Ret |     |     |     |     | 12  | 12  | 8      |
| 17   | Adam Carroll        |     |     |     |     |     |     |     |     |     |     | 15  | 5   | 19  | 12  | 9   | 11  | 5   | 11  | 6      |
| 18   | Fairuz Fauzy        | 12  | 5   | 14  | 6   | 15† | 10  | 16  | 16  | 21  | 15  | 16  | 12  | Ret | Ret | 7   | 21  | 18  | Ret | 5      |
| 19   | Brendon Hartley     |     |     |     |     |     |     |     |     |     |     |     |     |     |     | 5   | 9   | 22  | 20  | 4      |
| 20   | Max Chilton         | Ret | 17  | 12  | 11  | 7   | 6   | Ret | Ret | Ret | 19  | 17  | 6   | 18  | Ret | 15  | 16  | Ret | 18  | 4      |
| 21   | Michael Herck       | 14  | 12  | Ret | Ret | 13  | 15  | 10  | 6   | 24  | 18  | 11  | 10  | 12  | Ret | 16  | 15  | Ret | DNS | 1      |
| 22   | Kevin Mirocha       | 15† | 19  | 21† | 16  | 10  | Ret | 12  | 8   | DNS | DNS | Ret | 13  | 14  | 8   |     |     |     |     | 0      |
| 23   | Pål Varhaug         | 18  | 21  | 15  | 8   | Ret | 21  | 13  | 10  | 16  | 23  | Ret | 17  | 13  | Ret | 13  | 18  | 11  | 10  | 0      |
| 24   | Johnny Cecotto, Jr. | Ret | 13  | 14  | 13  | Ret | 17  | 14  | 17  | 12  | Ret | 10  | Ret | Ret | Ret | 11  | 8   | 17  | 15  | 0      |
| 25   | Oliver Turvey       |     |     |     |     | 14  | 8   |     |     |     |     |     |     |     |     |     |     |     |     | 0      |
| 26   | Rodolfo González    | Ret | 22  | 20  | 10  | Ret | 14  | 15  | Ret | 18  | 13  | 9   | 15  | Ret | 9   | Ret | 17  | 19  | 16  | 0      |
| 27   | Julián Leal         | 19  | Ret | 17  | 14  | Ret | Ret | 11  | 9   | 22  | 21  | 14  | 9   | 20  | Ret | Ret | Ret | 16  | Ret | 0      |
| 28   | Jolyon Palmer       | 17  | 9   | 18  | 17  | NC  | 11  | 9   | Ret | 20  | 16  | 19  | Ret | 22  | 18† | Ret | 14  | Ret | 19  | 0      |
| 29   | Davide Rigon        | 10  | Ret |     |     |     |     |     |     |     |     |     |     |     |     |     |     |     |     | 0      |
| 30   | Kevin Ceccon        |     |     | 19  | 15  | 11  | 12  | 18  | 20† | 19  | Ret |     |     |     |     |     |     |     |     | 0      |
| 31   | Stéphane Richelmi   |     |     |     |     |     |     |     |     |     |     |     |     |     |     |     | 15  | 14  |     | 0      |
| 32   | Mikhail Aleshin     | DNS | DNS | 16  | 18  |     |     |     |     |     |     |     |     | 15  | 15  | Ret | Ret |     |     | 0      |
| Pos. | Piloto              | EST | EST | BAR | BAR | MON | MON | VAL | VAL | SIL | SIL | NÜR | NÜR | BUD | BUD | SPA | SPA | MNZ | MNZ | Puntos |

| Color     | Resultado              |
| --------- | ---------------------- |
| Oro       | Ganador                |
| Plata     | 2.ª plaza              |
| Bronce    | 3.ª plaza              |
| Verde     | Finalizó en los puntos |
| Azul      | Finalizó sin puntos    |
| Azul      | NC - No clasificado    |
| Violeta   | Ret - No terminó       |
| Rojo      | DNQ - No se clasificó  |
| Negro     | DSQ - Descalificado    |
| Blanco    | DNS - No empezó        |
| Blanco    | WD - Retirado          |
| Blanco    | C - Carrera cancelada  |
| Sin color | DNP - No participó     |
| Sin color | INJ - Lesionado        |
| Sin color | EX - Excluido          |

| Estado  | Resultado |
| ------- | --- |
| Negrita | Pole position |
| Cursiva | Vuelta rápida puntuable, el piloto cumplió los requisitos para ser bonificado con uno o más puntos por lograr la vuelta rápida |
| †       | Abandona, pero clasifica al completar el porcentaje requerido para ello                                                        |

### Campeonato de Escuderías
| Pos. | Escudería               | N.º | EST | EST | BAR | BAR | MON | MON | VAL | VAL | SIL | SIL | NÜR | NÜR | BUD | BUD | SPA | SPA | MNZ | MNZ | Puntos |
| ---- | ----------------------- | --- | --- | --- | --- | --- | --- | --- | --- | --- | --- | --- | --- | --- | --- | --- | --- | --- | --- | --- | ------ |
| 1    | Barwa Addax Team        | 3   | 7   | 4   | 1   | 19  | 8   | 1   | Ret | Ret | 11  | 10  | 2   | DSQ | 2   | 13  | Ret | 19  | 2   | Ret | 101    |
| 1    | Barwa Addax Team        | 4   | 4   | 2   | 2   | Ret | Ret | 9   | 2   | 3   | 8   | 3   | 6   | Ret | 4   | 4   | Ret | 20  | 21  | 13  | 101    |
| 2    | DAMS                    | 11  | 1   | 10  | DSQ | 9   | 4   | 3   | 1   | Ret | 4   | 1   | 3   | 1   | 1   | 3   | 3   | 4   | 3   | 21  | 89     |
| 2    | DAMS                    | 12  | 18  | 21  | 15  | 8   | Ret | 21  | 13  | 10  | 16  | 23  | Ret | 17  | 13  | Ret | 13  | 18  | 11  | 10  | 89     |
| 3    | Racing Engineering      | 7   | 8   | 15  | 6   | 2   | Ret | 18  | 4   | 5   | 6   | 2   | 7   | Ret | 10  | Ret | 6   | 6   | 13  | 7   | 73     |
| 3    | Racing Engineering      | 8   | 11  | Ret | 11  | 7   | 2   | 16  | Ret | 13  | 2   | 7   | Ret | 4   | 8   | 10  | 1   | 13  | 6   | 1   | 73     |
| 4    | iSport International    | 9   | 2   | 3   | 3   | 5   | Ret | 13  | 5   | 12  | 5   | 6   | 8   | 7   | 17  | 5   | 12  | 5   | 4   | 4   | 70     |
| 4    | iSport International    | 10  | 9   | 8   | 5   | 3   | Ret | Ret | Ret | 11  | 3   | 4   | 5   | 16† | 5   | 16  | Ret | 12  | 14  | 8   | 70     |
| 5    | Lotus ART               | 5   | 3   | 7   | 7   | Ret | Ret | 19  | Ret | 7   | 1   | 5   | 4   | 2   | 7   | 6   | 2   | 2   | 8   | 3   | 68     |
| 5    | Lotus ART               | 6   | Ret | 11  | Ret | 12  | 12  | DNS | 7   | 1   | 10  | 8   | 12  | Ret | Ret | 2   | 14  | 7   | 9   | 6   | 68     |
| 6    | Caterham Team AirAsia   | 26  | 6   | 18  | Ret | Ret | Ret | 20  | 6   | 2   | 17  | 14  | Ret | 14  | 3   | 7   | Ret | Ret | 10  | 9   | 49     |
| 6    | Caterham Team AirAsia   | 27  | 16  | 16  | 4   | 4   | 1   | 5   | 3   | 4   | 14  | 17  | 13  | Ret | 16  | 14  | 10  | 10  | 20  | Ret | 49     |
| 7    | Scuderia Coloni         | 18  | 14  | 12  | Ret | Ret | 13  | 15  | 10  | 6   | 24  | 18  | 11  | 10  | 12  | Ret | 16  | 15  | Ret | DNS | 46     |
| 7    | Scuderia Coloni         | 19  | 10  | Ret | 19  | 15  | 11  | 12  | 18  | 20† | 19  | Ret | 1   | 3   | 6   | Ret | 4   | 1   | 1   | 5   | 46     |
| 8    | Trident Racing          | 20  | Ret | 22  | 17  | 10  | Ret | 14  | 15  | Ret | 18  | 13  | 9   | 15  | Ret | 9   | Ret | 17  | 19  | 16  | 22     |
| 8    | Trident Racing          | 21  | 5   | 1   | 10  | 20† | 5   | Ret | 17  | 19† | 7   | 22  | Ret | Ret | 21  | 1   | Ret | DNS | 15  | 14  | 22     |
| 9    | Super Nova Racing       | 16  | 12  | 5   | 13  | 6   | 15† | 10  | 16  | 16  | 21  | 15  | 16  | 12  | Ret | Ret | 7   | 21  | 18  | Ret | 20     |
| 9    | Super Nova Racing       | 17  | Ret | 14  | Ret | Ret | 3   | 4   | Ret | 15  | 13  | 12  | 15  | 5   | 19  | 12  | 9   | 11  | 5   | 11  | 20     |
| 10   | Rapax                   | 1   | Ret | 20  | 8   | 1   | 9   | 7   | Ret | 14  | 15  | 11  | DSQ | 8   | 11  | 11  | Ret | Ret | 7   | 2   | 15     |
| 10   | Rapax                   | 2   | 19  | Ret | 17  | 14  | Ret | Ret | 11  | 9   | 22  | 21  | 14  | 9   | 20  | Ret | Ret | Ret | 16  | Ret | 15     |
| 11   | Arden International     | 14  | 13  | 6   | 9   | 21† | 6   | 2   | 8   | Ret | 23  | 20  | 18  | 11  | 9   | 17  | 8   | 3   | Ret | 17  | 15     |
| 11   | Arden International     | 15  | 17  | 9   | 18  | 17  | NC  | 11  | 9   | Ret | 20  | 16  | 19  | Ret | 22  | 18† | Ret | 14  | Ret | 19  | 15     |
| 12   | Ocean Racing Technology | 22  | 15† | 19  | 21† | 16  | 10  | Ret | 12  | 8   | DNS | DNS | Ret | 13  | 14  | 8   | 5   | 9   | 22  | 20  | 4      |
| 12   | Ocean Racing Technology | 23  | Ret | 13  | 14  | 13  | Ret | 17  | 14  | 17  | 12  | Ret | 10  | Ret | Ret | Ret | 11  | 8   | 17  | 15  | 4      |
| 13   | Carlin                  | 24  | Ret | 17  | 12  | 11  | 7   | 6   | Ret | Ret | Ret | 19  | 17  | 6   | 18  | Ret | 15  | 16  | Ret | 18  | 4      |
| 13   | Carlin                  | 25  | DNS | DNS | 16  | 18  | 14  | 8   | Ret | 18  | 9   | 9   | 20† | Ret | 15  | 15  | Ret | Ret | 12  | 12  | 4      |
| Pos. | Escudería               | N.º | EST | EST | BAR | BAR | MON | MON | VAL | VAL | SIL | SIL | NÜR | NÜR | BUD | BUD | SPA | SPA | MNZ | MNZ | Puntos |

| Color     | Resultado              |
| --------- | ---------------------- |
| Oro       | Ganador                |
| Plata     | 2.ª plaza              |
| Bronce    | 3.ª plaza              |
| Verde     | Finalizó en los puntos |
| Azul      | Finalizó sin puntos    |
| Azul      | NC - No clasificado    |
| Violeta   | Ret - No terminó       |
| Rojo      | DNQ - No se clasificó  |
| Negro     | DSQ - Descalificado    |
| Blanco    | DNS - No empezó        |
| Blanco    | WD - Retirado          |
| Blanco    | C - Carrera cancelada  |
| Sin color | DNP - No participó     |
| Sin color | INJ - Lesionado        |
| Sin color | EX - Excluido          |

| Estado  | Resultado |
| ------- | --- |
| Negrita | Pole position |
| Cursiva | Vuelta rápida puntuable, el piloto cumplió los requisitos para ser bonificado con uno o más puntos por lograr la vuelta rápida |
| †       | Abandona, pero clasifica al completar el porcentaje requerido para ello                                                        |